# Orthografische projectie
De orthografische projectie in technisch tekenen is een projectiemethode, waarbij de projectielijnen evenwijdig aan elkaar en loodrecht op het projectievlak staan. Het is dus een vorm van parallelprojectie, zodat lijnen die in het echt evenwijdig lopen ook in de tekening evenwijdig lopen, voor zover ze niet loodrecht op het vlak staan en als punten worden weergegeven. 
De orthografische projectie bestaan uit de metrische of platte projectie, en de axometrische of verhoudingsprojecties onder één bepaalde hoek.

## Overzicht
De orthografische projectie bestaat uit:
- de metrische of platte projectie, waarbij het object onvervormd en plat wordt weergegeven, en
- de parallelle projecties onder een bepaalde hoek zoals de isometrische projectie. Hierbij wordt het object onder een hoek geprojecteerd, wat een ruimtelijke indruk geeft.

Bij de orthografische projectie worden de geometrische kenmerken van het object op schaal getekend. Het wordt dan ook vaak gebruikt om schaalgetrouwe voor-, boven-, en zij-aanzichten te genereren van objecten.

## Metrische of platte projectie
Bij de orthogonale projectie, ook wel metrische projectie, platte projectie of rechthoekige projectie genoemd, wordt het object onvervormd en plat weergegeven.

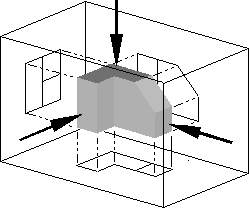
Voorbeeld van een orthografische projectie
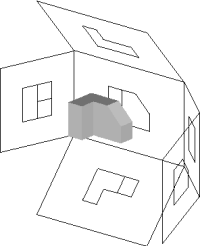
Uitvouwen van een vijfvoudige projectie
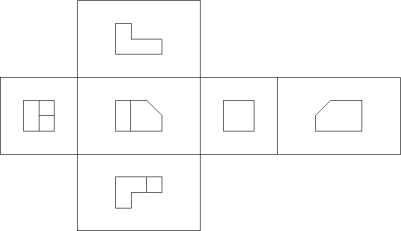
Projectietekening met een boven-, zij-, voor-, zij-, achter- en onderaanzicht

Een meervoudige projectie, die zowel een voor-, zij- als bovenaanzicht weergeven, wordt ook wel een multiview orthografisch projectie genoemd.

### Aanzicht
Bij een rechthoekige projectie kijk je recht tegen een kant van de afgebeelde figuur. Dit beeld wordt een aanzicht genoemd.
Dat zijn in het voorbeeld hierboven een bovenaanzicht, twee zijaanzichten, het vooraanzicht en achteraanzicht en het onderaanzicht. In de tekening dienen de andere aanzichten ertoe om duidelijk te maken, hoe de figuur er van de andere kanten uitziet.

Symbolen om aan te geven welke projectiemethode is toegepast

### Europese en Amerikaanse projectie

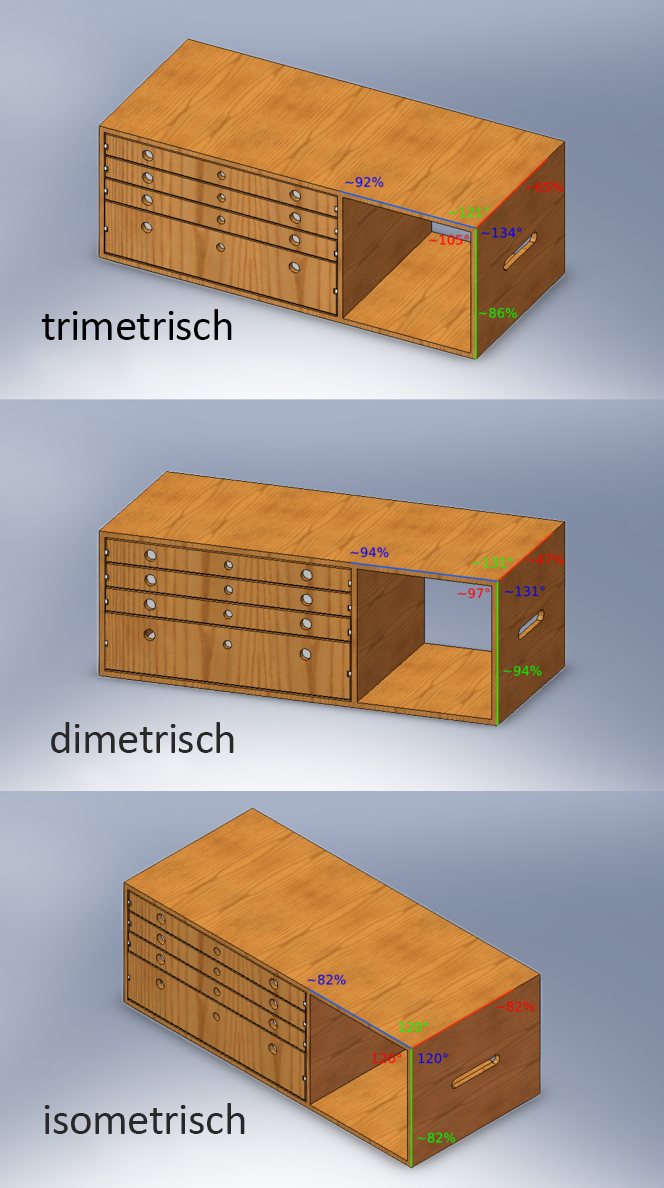
Drie parallelle projecties

Bij het technisch tekenen worden bij een rechthoekige projectie meestal drie aanzichten getekend. Het vooraanzicht, zijaanzicht en bovenaanzicht. De positionering van deze aanzichten op het tekenvel is met de Europese en Amerikaanse projectiemethode vastgelegd.
Bij de Europese projectie moet men het voorwerp vóór het vlak van tekening denken. Om de linkerzijkant te zien, kantelt men het voorwerp naar rechts. Het linkerzijaanzicht komt dus rechts van het vooraanzicht te liggen. Evenzo komt het bovenaanzicht onder het vooraanzicht te liggen.
Bij de Amerikaanse projectie moet men het voorwerp achter het vlak van tekening denken. Om de linkerzijkant te zien, kantelt men het voorwerp naar links. Het linkerzijaanzicht komt dus links van het vooraanzicht te liggen en het bovenaanzicht komt zo boven het vooraanzicht te liggen. Deze methode wordt in de industrie veel gebruikt, vooral bij het tekenen van pijpleidingen.

## Parallelle projecties
Heeft het projectievlak een willekeurige oriëntatie ten opzichte van de afgebeelde figuur, dan wordt er van parallelle projectie gesproken. Typerend aan de parallelle tekening is dat een van de assen als verticaal is weergegeven en dat meer zijden van het object tegelijk zichtbaar zijn. Er bestaan hier drie vormen van projectie: isometrie, dimetrie en trimetrie.
Het afgebeelde object is hierbij onder verschillende hoeken geprojecteerd. De isometrische projectie is veruit de bekendste.